# Locust Star
Locust Star to EP-ka zespołu Neurosis, wydana w 1996 roku, promująca album "Through Silver in Blood". Zespół umieścił na krążku jako swoisty bonus, również utwór innego zespołu, składającego się z tych samych członków - Tribes of Neurot.

## Spis utworów
1. Locust Star (Edit)
2. Aeon (Edit)
3. Eye (Edit)
4. Sustenance (utwór Tribes of Neurot)